# 索尔泰尔
索尔泰尔是英国英格兰约克郡-亨伯西约克郡布拉德福德市一座维多利亚时期样板村镇，毗邻艾尔河和利兹和利物浦运河。 该地已列为世界遗产，该村镇也是欧洲工业遗产之路的起点。

## 历史
索尔泰尔由Titus Salt爵士1851年建立，爵士是约克郡毛纺织工业的巨头。其名字来自于创建者和河流名字的混合。Salt将他在布拉德福德的5家毛纺厂搬到这里，为工人们提供更好的工作条件，并且靠近运河和铁路。他雇用布拉德福德和Lockwood及莫森公司作为他的建筑师。
爱德华科普利棉纺厂村新拉纳克，也是世界遗产，是由戴维戴尔于1786年建立。
索尔泰尔附近有石板屋比布拉德福德、公共浴室、医院和图书馆、音乐厅、台球室、实验室和健身房、学校、济贫院，一个公园和一个船坞。
提多于1876年去世，其子因其关系而长居此，由于他精通俄语，故后又前往俄罗斯发展实业，1917年他因俄罗斯动乱而失势。

## 今天的索尔泰尔
索尔泰尔于2001年12月列入世界遗产。  这意味着政府开始有义务保护该遗址。加固文化建筑，疏导交通。恢复已经被损坏的风物。
索尔泰尔现已被重点保护，并建有博物馆。2003年于此举行了建城150年的纪念活动。政治上，索尔泰尔是希普利议会选区，目前主要由英国保守党控制。

## 交通绕行
索尔泰尔主要由附近城市环绕保护。 周围交通也因此布置。 由于利兹和利物浦运河可能会影响这个保护区。故对其进行改建。

## 今天的Salt毛纺厂
旧厂房于1986年2月关闭，次年开始修复。 今天，它是一个集生活，商业，休闲和住宅用途的综合体。
主要建筑：
- 1853年建的画廊，包括：绘画，绘图，蒙太奇和舞台布景。
- 工商企业，包括电子制造商佩斯PLC。
- 各种商店，2006年有出售图书，美术用品，珠宝首饰，户外服装，古董，西服，自行车和家庭用品等的商店，包括如国际知名设计师阿尔瓦阿尔托和菲利浦·斯塔克的作品。
- 餐馆和咖啡馆。

另一边，被划分为住宅区与办公处。

## 照片

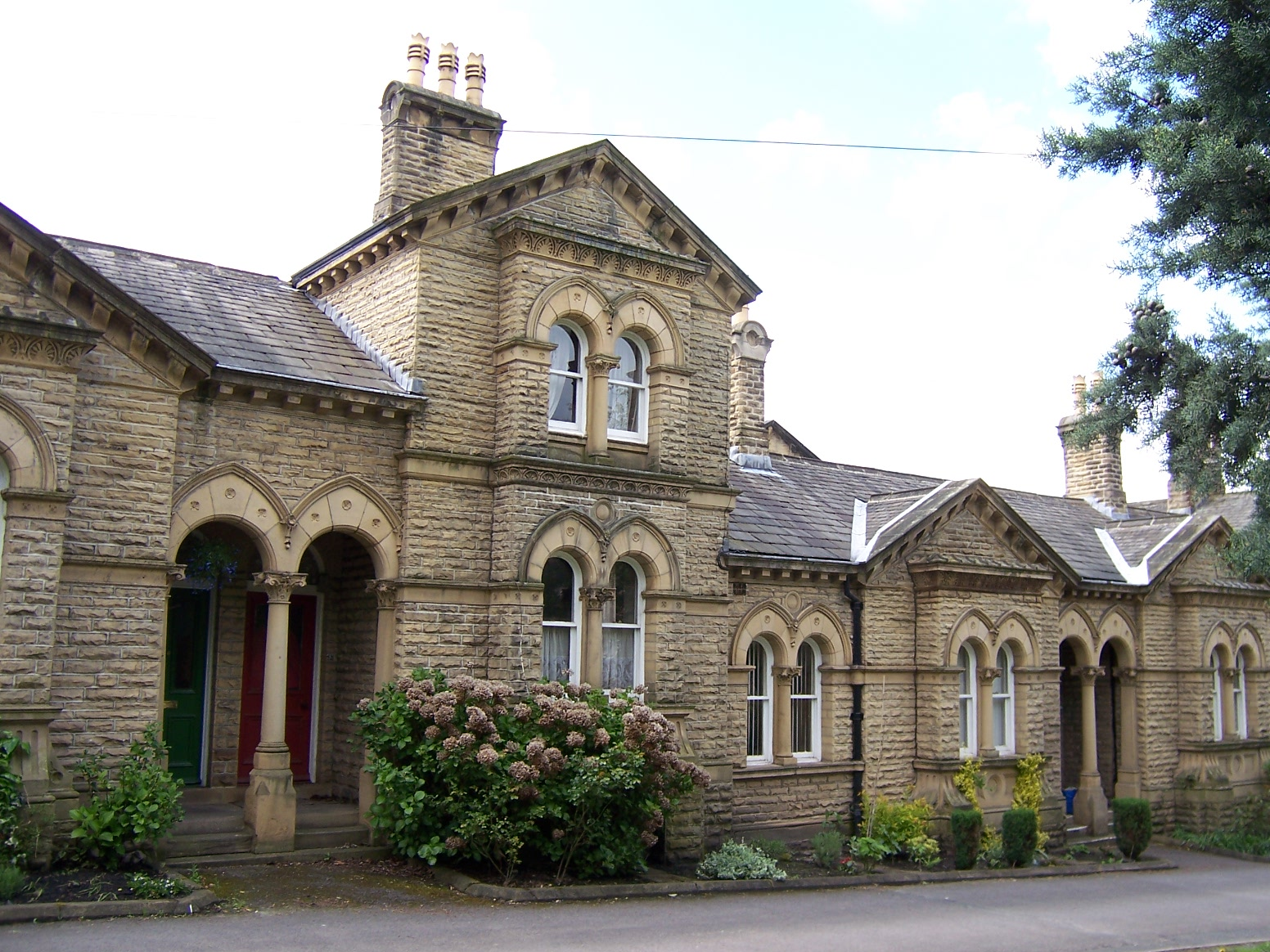
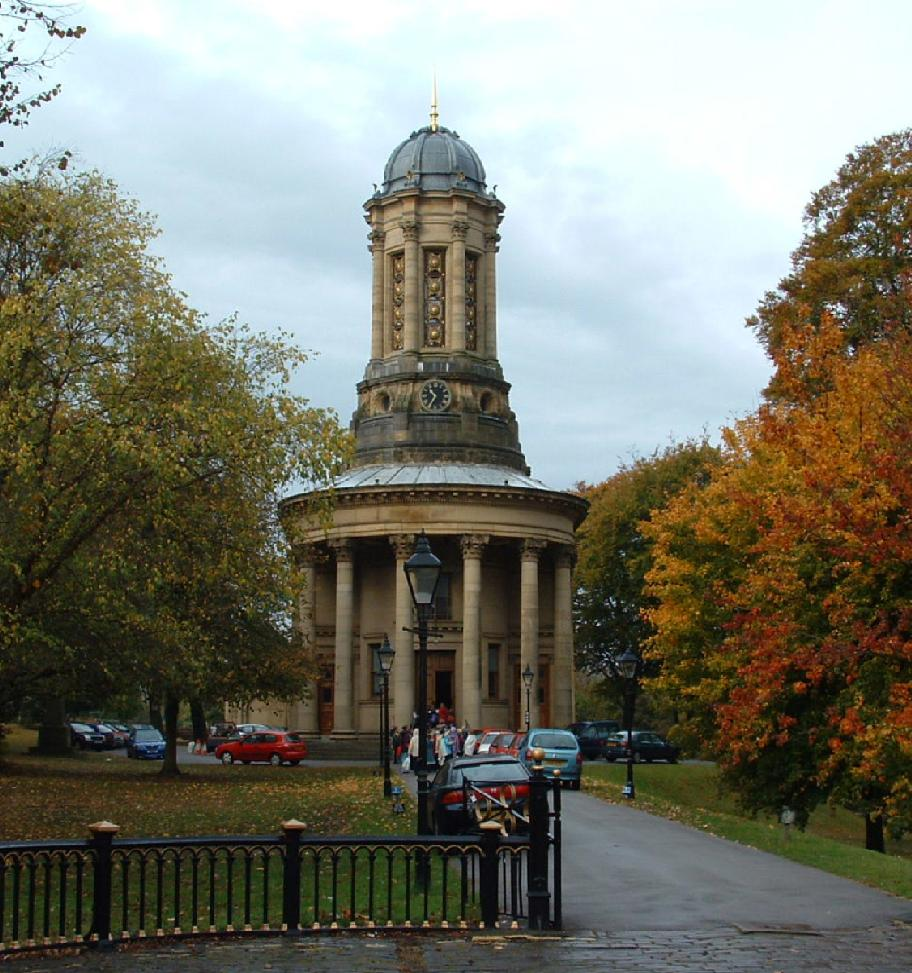
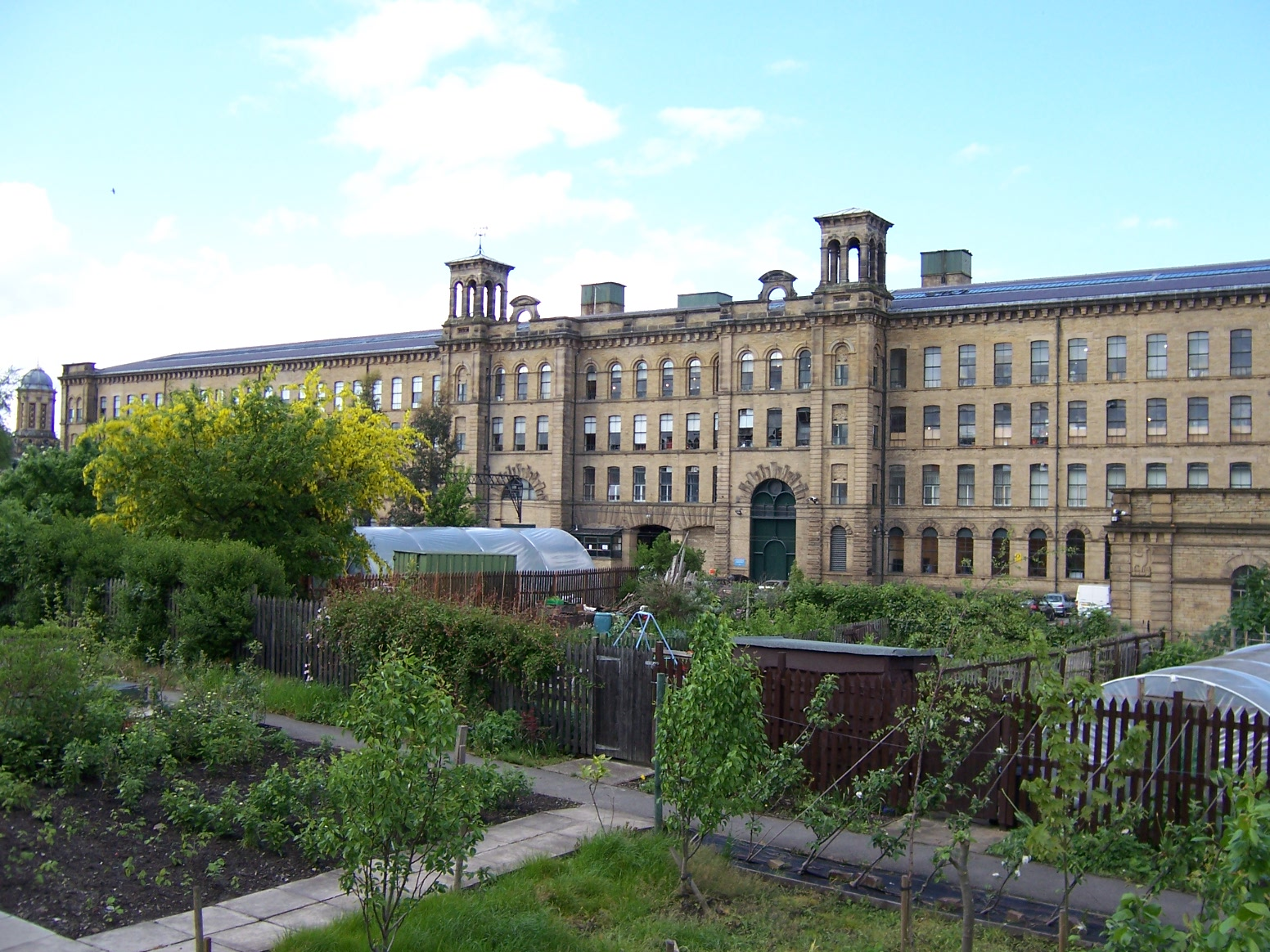
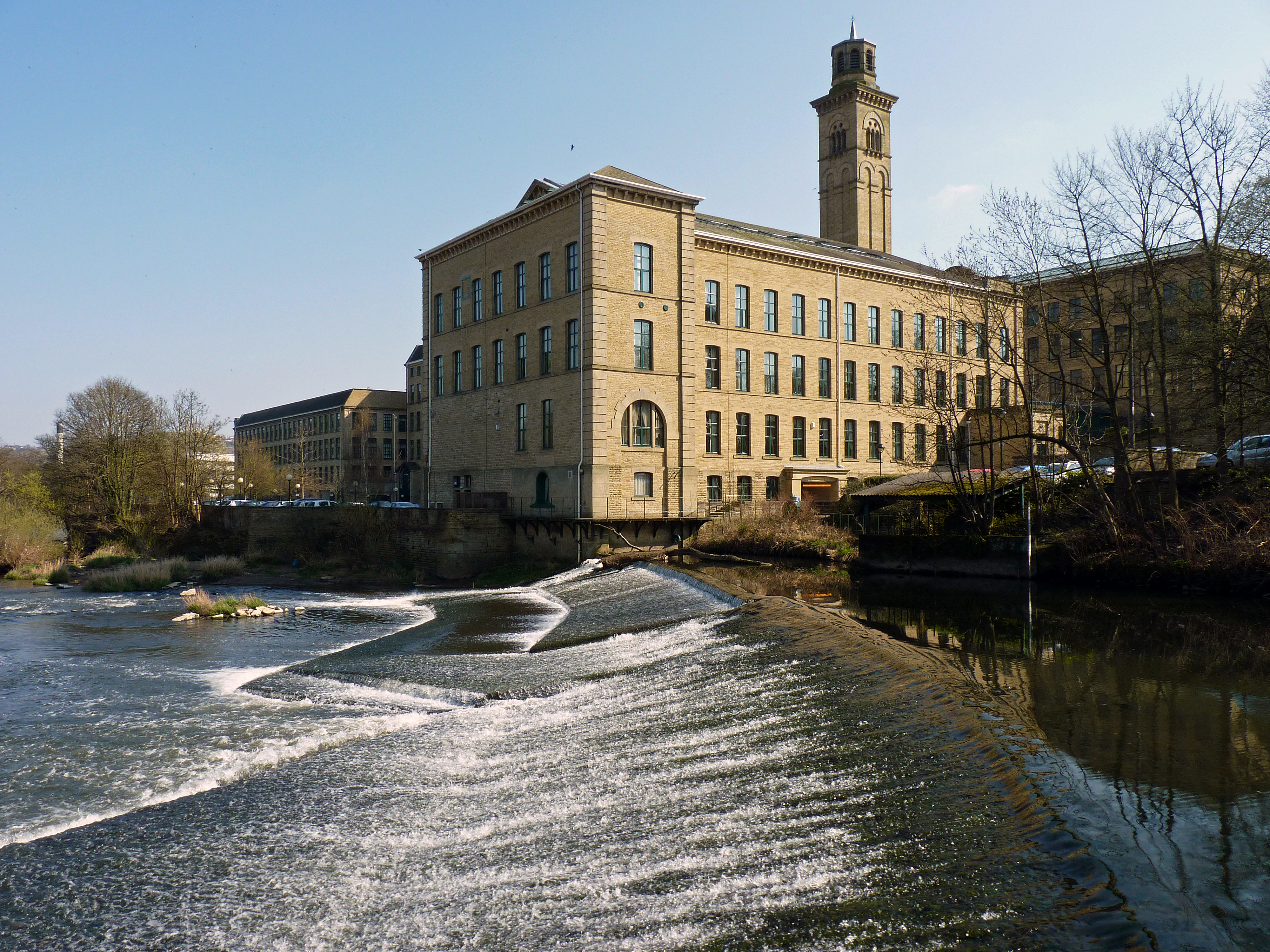
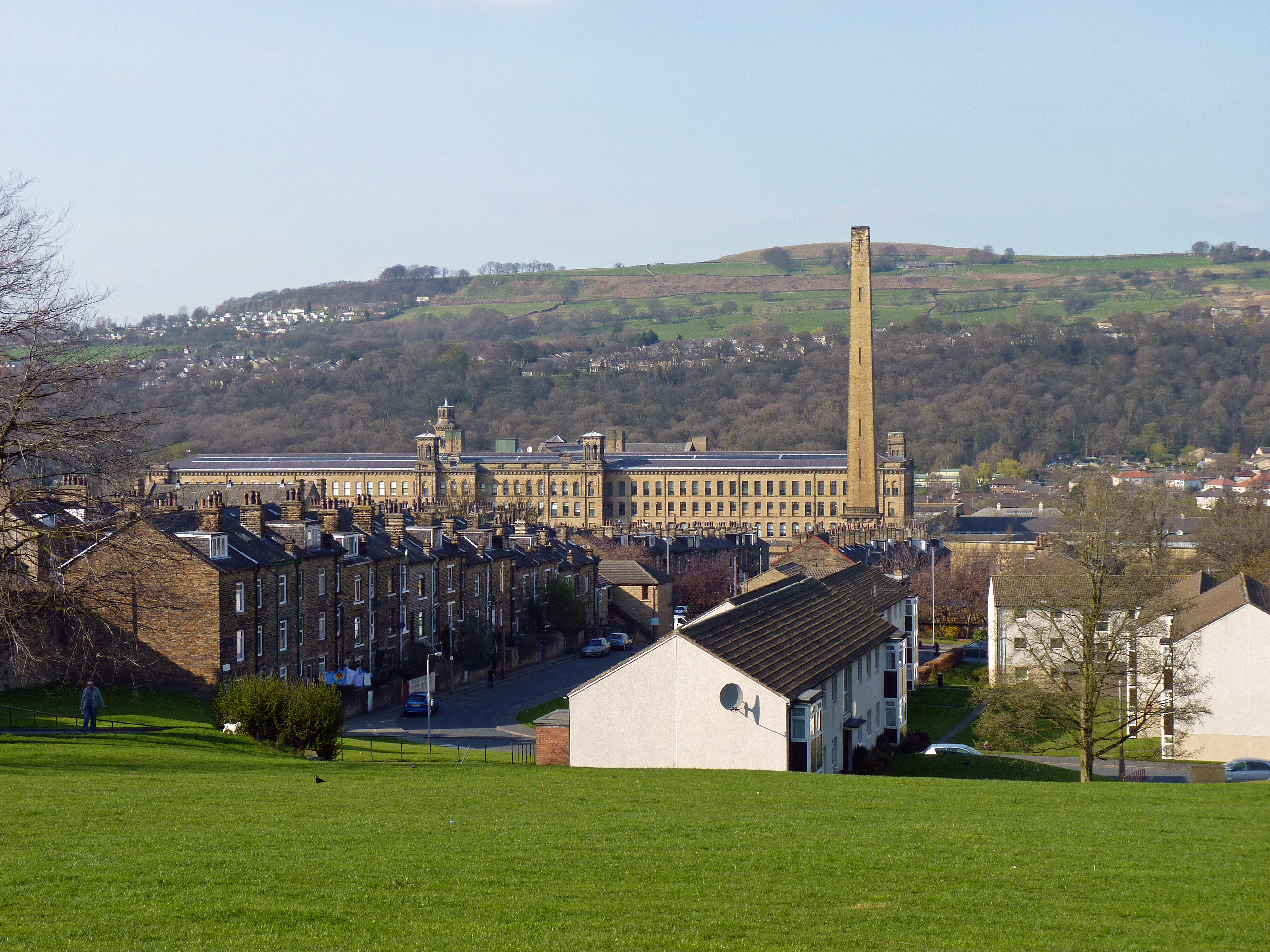

## 链接
- 中的“Saltaire”.
- Saltaire Village website （页面存档备份，存于）
- Saltaire Tourist Information site
- Saltaire Arts Trail （页面存档备份，存于）
- Saltaire festival site （页面存档备份，存于）
- Photographs of Saltaire and the Leeds & Liverpool Canal （页面存档备份，存于）
- BBC radio interview with a worker from Saltaire （页面存档备份，存于）
- Extensive information on Saltaire （页面存档备份，存于） with links to other relevant sites
- Photographs and descriptions of various points of interest in Saltaire （页面存档备份，存于）
- Sir James Roberts and Saltaire （页面存档备份，存于）
- UNESCO （页面存档备份，存于） World Heritage Centre
- The genesis of Saltaire @ Ward's Book of Days （页面存档备份，存于）.

53°50′14″N 1°47′25″W / 53.83717°N 1.79026°W